# Juan Lladó
Juan Manuel Lladó Fraga (* 5. Januar 1996 in Maldonado) ist ein uruguayischer Fußballspieler.

## Karriere
Der 1,84 Meter große Torhüter Lladó steht seit der Spielzeit 2014/15 im Kader des uruguayischen Zweitligisten Deportivo Maldonado. Dort debütierte er am 11. April 2015 in der Segunda División, als er beim 0:1-Auswärtssieg gegen Liverpool Montevideo im Estadio Belvedere von Trainer Patricio D’Amico in die Startelf beordert wurde. Insgesamt absolvierte er in jener Saison sieben Partien in der Liga. In den darauffolgenden Spielzeiten gehörte er zwar weiterhin zum Kader. Weitere Zweitligaeinsätze kamen bislang (Stand: 15. August 2017) allerdings nicht hinzu.